# José Luis Sáenz de Ugarte
José Luis Sáenz de Ugarte Ruiz de Lazcano (Vitoria, 1933-Vitoria, 30 de octubre de 2022) fue un periodista, historiador y fotógrafo español. Escribió biografías de músicos y pintores alaveses para el Diccionario biográfico español de la Real Academia de la Historia.

## Biografía
Natural de Vitoria, empezó escribiendo crónicas para la Sociedad Excursionista Manuel Iradier.
Dio el salto al mundo del periodismo con su participación en espacios de divulgación de Radio Vitoria. También colaboró en la redacción de la Enciclopedia general ilustrada del País Vasco que dirigió Bernardo Estornés Lasa.
Mientras trabajaba en Naipes Fournier, entabló relación con Félix Fournier, que a la larga le brindaría la información que le permitiría confeccionar una biografía de su hermano, Heraclio, aviador. Años más tarde, publicó un libro titulado Álava, pueblo a pueblo, y, por encargo de la Real Academia de la Historia, esbozó biografías de músicos y pintores alaveses para el Diccionario biográfico español que publica esa institución.